# カール・ベルクボーム

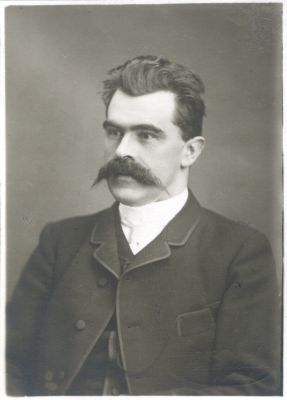
Heinrich Riedelによる写真

カール・ベルクボーム(独: Karl Magnus Bergbohm、1849年9月4日- 1927年11月12日)は、バルト系ドイツ人の国法学、法哲学の教授。法実証主義の立場から自然法を批判し、実定法の哲学を確立しようとした。
1867年にリーガでレアルギムナジウム課程を修了すると、1867年から1968年の間タルトゥ大学で学び、1869年から1874年の間に法学を学ぶ。
万国国際法学会のメンバーだった。